# Tigalda Island
Tigalda Island (aleutisch Qigalĝan) ist eine Insel der Krenitzin Islands und gehört zu den Aleuten. Tigalda liegt etwa 30 km von Akutan entfernt. Die Insel ist 19 km lang und ca. 233 km² groß.
Ihre erste Erwähnung unter dem Namen Kagalga erfuhr sie 1768 durch die Seefahrer Pjotr Kusmitsch Krenizyn und Michail Dmitrijewitsch Lewaschow. Ihr aleutischer Name wurde erstmals von Friedrich Benjamin von Lütke 1836 veröffentlicht. Der russische Missionar und Priester Innokenti Weniaminow berichtet im Jahr 1840 von 40 Einwohnern einer Siedlung namens Tigaldinskoe der heute unbewohnten Insel.